# Проявино (Велізьке міське поселення)
Проявине (рос. Проявино) — присілок Велізького району Смоленської області Росії. Входить до складу Велізького міського поселення.
Населення — 0 осіб (2007 рік). 